# Zbór Kościoła Zielonoświątkowego „Nowe Życie” w Bytowie
Zbór Kościoła Zielonoświątkowego „Nowe Życie” w Bytowie – zbór Kościoła Zielonoświątkowego w RP znajdujący się w Bytowie.